# Lettons
Cet article concerne le peuple letton. Pour la langue lettone, voir Letton.
En français, les Lettons (ou Lettes) sont :
- selon la constitution lettonne, le droit du sol et le droit international, les citoyens de la Lettonie et eux seuls, quelles que soient leurs langues, origines et traditions culturelles ; ils sont aussi citoyens de l'Union européenne[8] ;
- selon la définition ethnique, le droit du sang et l'appartenance linguistique et culturelle, le groupe ethnique qui s'auto-désigne en letton latvieši[9]. Ce peuple balte d'origine indo-européenne constitue la principale population de la Lettonie où il représente environ 62,1 % de la population en 2020[10].

## Histoire
Les Lettons se sont différenciés parmi les peuples baltes (Latgaliens, Coures, Sémigaliens et Séloniens) et finno-ougriens (Lives) au temps de la Confédération livonienne entre les XIIIe et XVIe siècles. L'un des premiers témoignages écrits de la langue lettone est un « Notre Père » traduit de la Cosmographia Universalis (1544) de Sebastian Münster, mais il existe des mentions d'une traduction en letton en Allemagne d'un missel luthérien de 1525, qui n'a pas été conservé.
Les Lettons se réfèrent parfois à eux-mêmes en utilisant l'ancien termes de Latvji, qui semble avoir son origine dans le mot Latve, nom donné à une rivière ayant eu son cours dans ce qui serait actuellement l'Est de la Lettonie. Une tribu fennophone, connue sous le nom de Lives, s'installa parmi les Lettons et transforma le mot Latve en Latvis, ce qui signifie « les défricheurs », terme avec lequel les colons allemands du Moyen Âge désignaient également les autochtones. Ces colons allemands changèrent à leur tour le mot en Lette et baptisèrent leur petite colonie initiale du nom de Livland.
La forme latine, Livonia, désigna progressivement l'intégralité des territoires constituant la Lettonie d'aujourd'hui ainsi que le Sud de l'Estonie, passés progressivement sous contrôle allemand. Lettons et Lituaniens sont les seuls survivants de taille des peuples baltes médiévaux, et le letton et le lituanien les principales langues survivantes des langues baltes, branche à part entière des langues indo-européennes.

## Culture

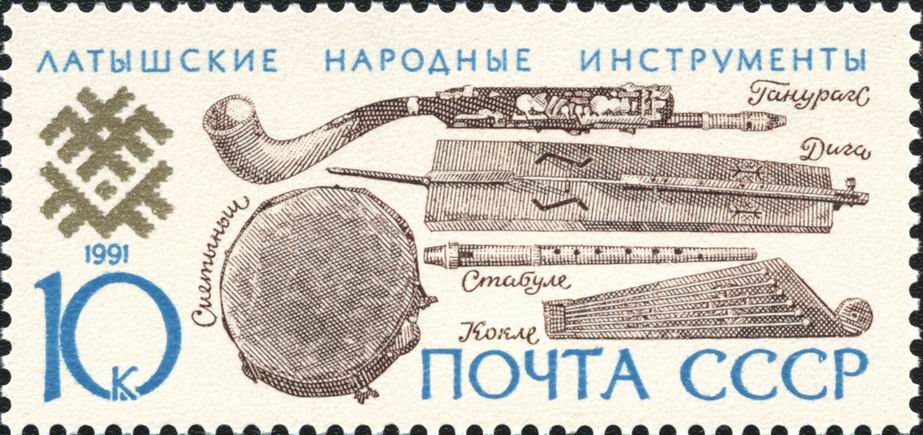
Timbre de l'URSS représentant les instruments de musique traditionnels lettons.

La culture lettone a subi des influences historiques, culturelles et religieuses variées, notamment pendant les siècles d'occupation et de colonisation par les peuples germaniques et scandinaves. 
La Lettonie orientale (le Latgale) reste toutefois fortement marquée par les influences culturelles et linguistiques russes et polonaises. Cette société, fortement cultivée, met un accent sur l'éducation, laquelle est gratuite et obligatoire jusqu'à dix-huit ans. La plupart des Lettons fait partie de l'Église évangélique luthérienne, mais il existe également des minorités russes orthodoxes, et le Latgale est majoritairement catholique. 
À la fin du XVIIIe siècle, une petite mais active communauté se réclamant des Frères moraves joua un rôle important dans le développement de la littérature lettone, avant d'être phagocytée par le courant dominant du Luthéranisme.

## Langue
La langue nationale lettone est le letton. Les Latgaliens parlent également le latgalien, considéré par certains comme un dialecte du letton. Lors de la domination soviétique, le gouvernement central imposa l'usage du russe dans l'administration et dans le système éducatif de la RSS lettone, comme dans toutes les autres républiques soviétiques (processus de russification). 
De ce fait, un certain nombre des Lettons pratiquent encore le russe comme seconde langue, même si les plus jeunes montrent une certaine réticence vis-à-vis de cette langue. De nombreux membres de la diaspora lettone hors ex-URSS pratiquent aussi, comme seconde langue, la langue parlée dans leur pays d'accueil.

## Diaspora
Il existe une diaspora lettone datant de l'après-Seconde Guerre mondiale. Cette diaspora se trouve aux États-Unis, au Canada (l'ancienne présidente lettone Vaira Vīķe-Freiberga y a vécu de nombreuses années), en Russie (y compris des suites des déportations de dizaines de milliers de Baltes dans les goulags sibériens). Depuis l'entrée de la Lettonie dans l'Union européenne en 2004, il existe des communautés lettones en Irlande et au Royaume-Uni.